# Asellus Primus
Asellus Primus (θ Bootis / θ Boo / 23 Bootis) es una estrella de la constelación de El Boyero con magnitud aparente +4,04. El nombre Asellus significa «asno» en latín, siendo tres las estrellas que llevan este nombre en la constelación: de este a oeste son Asellus Primus —la primera—, Asellus Secundus (ι Bootis) —la segunda— y Asellus Tertius (κ Bootis), la tercera y última. Asellus Primus se encuentra a 48 años luz de distancia del sistema solar.
Asellus Primus es una estrella blanco-amarilla de tipo espectral F7V más caliente y luminosa que el Sol, de características similares a Zavijava (β Virginis). Con una temperatura superficial de 6300 K, es 5 veces más luminosa que el Sol. Su radio es 1,7 veces más grande que el radio solar y su masa está comprendida entre 1,25 y 1,5 masas solares.
Tiene una metalicidad ligeramente inferior a la del Sol ([Fe/H] = -0,14).
Al igual que el Sol, Asellus Primus emite rayos X, lo que indica que posee una corona caliente, si bien no se ha detectado un campo magnético.
Su edad se estima en 3200 millones de años.
Visualmente se puede apreciar una tenue compañera de magnitud +11,1 a 69 segundos de arco de Asellus Primus. 	 
Es una enana roja de tipo M2.5V con una temperatura de 3500 K, cuya luminosidad es apenas el 2 o el 3% de la solar. Aunque se desconoce si están gravitacionalmente unidas, su movimiento común a través del espacio indica que ambas están relacionadas. La separación real entre las dos es de al menos 1000 UA.